# NBF豊洲キャナルフロント
NBF豊洲キャナルフロント（NBFとよすキャナルフロント）は、東京都江東区にあるオフィスビル。日本ビルファンド投資法人が所有する。

## 概要
所在地は東京都江東区豊洲5丁目6番52号。11階建のビルで、IST開発㈲のために清水建設が設計・施行して2004年9月に竣工したビルで、現在は日本ビルファンド投資法人が「NBF豊洲キャナルフロント」として所有している。
かつては日本アイ・ビー・エムの豊洲事業所（IBM東京ラボラトリーなどが入居）があり、主にIBMの客先デリバリー部署と、2012年からは大和事業所から移った研究開発部署があった。2015年に箱崎事業所に再度移転を完了した。

## テナント
- 三井不動産レジデンシャルサービス本社
- オートバックスセブン本社
- オリエンタル白石本社
- JTBビジネストラベルソリューションズ本社
- PHP研究所東京本部
- クラブツーリズム本社

## アクセス
- 東京メトロ有楽町線・ゆりかもめ豊洲駅
- 都営バス

## 参照
1. ↑  清水建設が豊洲5丁目地区における最先端大型オフィスビルの開発事業に着手
2. ↑  NBF Canal Front
3. ↑   NBFキャナルフロント
4. ↑  「IBM東京ラボラトリー」を豊洲に開設 (IBMプレス・リリース)